# Classe Independence (littoral combat ship)
Pour les autres classes de navires du même nom, voir Classe Independence.
La classe Independence, est une classe de frégates de l'US Navy, de type Littoral combat ship, en construction depuis 2006 et dont le premier navire est en service depuis 2010.
L'une des unités de la classe, le USS Canberra, fut le premier navire de guerre américain à être mis en service à l'étranger, en l'occurrence à Sydney (Australie) le 22 juillet 2023. 

## Construction
Le chantier naval d'Austal où sont construits ces navires se situe à Mobile, dans l'Alabama.

## Unités de la classe
| Navire             | Numéro | Image | Quille posée      | Lancement         | Commission        | Avancement / Désarmement     |
| ------------------ | ------ | ----- | ----------------- | ----------------- | ----------------- | ---------------------------- |
| Independence       | LCS-2  |       | 19 janvier 2006   | 26 avril 2008     | 16 janvier 2010   | Désaffecté 29 juillet 2021   |
| Coronado           | LCS-4  |       | 17 décembre 2009  | 14 janvier 2012   | 5 avril 2014      | Désaffecté 14 septembre 2022 |
| Jackson            | LCS-6  |       | 1er août 2011     | 14 décembre 2013  | 5 décembre 2015   | En service                   |
| Montgomery         | LCS-8  |       | 25 juin 2013      | 6 août 2014       | 10 septembre 2016 | En service                   |
| Gabrielle Giffords | LCS-10 |       | 16 avril 2014     | 25 février 2015   | 10 juin 2017      | En service                   |
| Omaha              | LCS-12 |       | 18 février 2015   | 20 novembre 2015  | 3 février 2018    | En service                   |
| Manchester         | LCS-14 |       | 29 juin 2015      | 12 mai 2016       | 26 mai 2018       | En service                   |
| Tulsa              | LCS-16 |       | 11 janvier 2016   | 16 mars 2017      | 16 février 2019   | En service                   |
| Charleston         | LCS-18 |       | 28 juin 2016      | 14 septembre 2017 | 2 mars 2019       | En service                   |
| Cincinnati         | LCS-20 |       | 10 avril 2017     | 22 mai 2018       | 5 octobre 2019    | En service                   |
| Kansas City        | LCS-22 |       | 15 novembre 2017  | 19 octobre 2018   | 20 juin 2020      | En service                   |
| Oakland            | LCS-24 |       | 20 juillet 2018   | 21 juillet 2018   | 12 avril 2021     | En service                   |
| Mobile             | LCS-26 |       | 14 décembre 2018  | 11 janvier 2020   | 21 mai 2021       | En service                   |
| Savannah           | LCS-28 |       | 20 septembre 2019 | 8 septembre 2020  | 5 février 2022    | En service                   |
| Canberra           | LCS-30 |       | 10 mars 2020      | 30 mars 2021      | 22 juillet 2023   | En service                   |
| Santa Barbara      | LCS-32 |       | 27 octobre 2020   | 12 novembre 2021  | 1er avril 2023    | En service                   |
| Augusta            | LCS-34 |       | 30 juillet 2021   | 23 mai 2022       | 30 septembre 2023 | En service                   |
| Kingsville         | LCS-36 |       | 23 février 2022   | 23 mars 2023      | 24 août 2024      | En essais                    |
| Pierre             | LCS-38 |       | 16 juin 2023      | 5 août 2024       |                   | En construction              |